# Абатство Сен-Віктор (Марсель)
Абатство Сен-Віктор або Абатство Святого Віктора — монастир в Марселі, заснований преподобним Іоанном Касіяном в V столітті поблизу могил массалійскіх мучеників, одному з яких — святому Віктору († в ок. 303) — він і присвячений. Один з перших монастирів Галлії (після Лігуже і Мармутьє, заснованих святим Мартіном Турським, і Лерінського монастиря преподобного Гонората), вважається першою чернечою обителлю Галлії, розташованої в місті.
Монастир мав істотний духовний вплив у всьому Провансі від часу свого заснування до початку другого тисячоліття. З XV століття занепадає. Під час французької революції будівлі монастиря зносяться. Діючою залишається лише монастирська церква.
У 1968 році в крипту абатства передана багата колекція саркофагів кінця IV — першої половини V століть, до цього виставлених в музеї замку Борелі. Таким чином абатство Сен-Віктор стало другим за значенням музеєм християнського мистецтва першого тисячоліття в Провансі після арльского.
Абатство класифіковано як історичну пам'ятку Франції з 1840 року.

## Історія

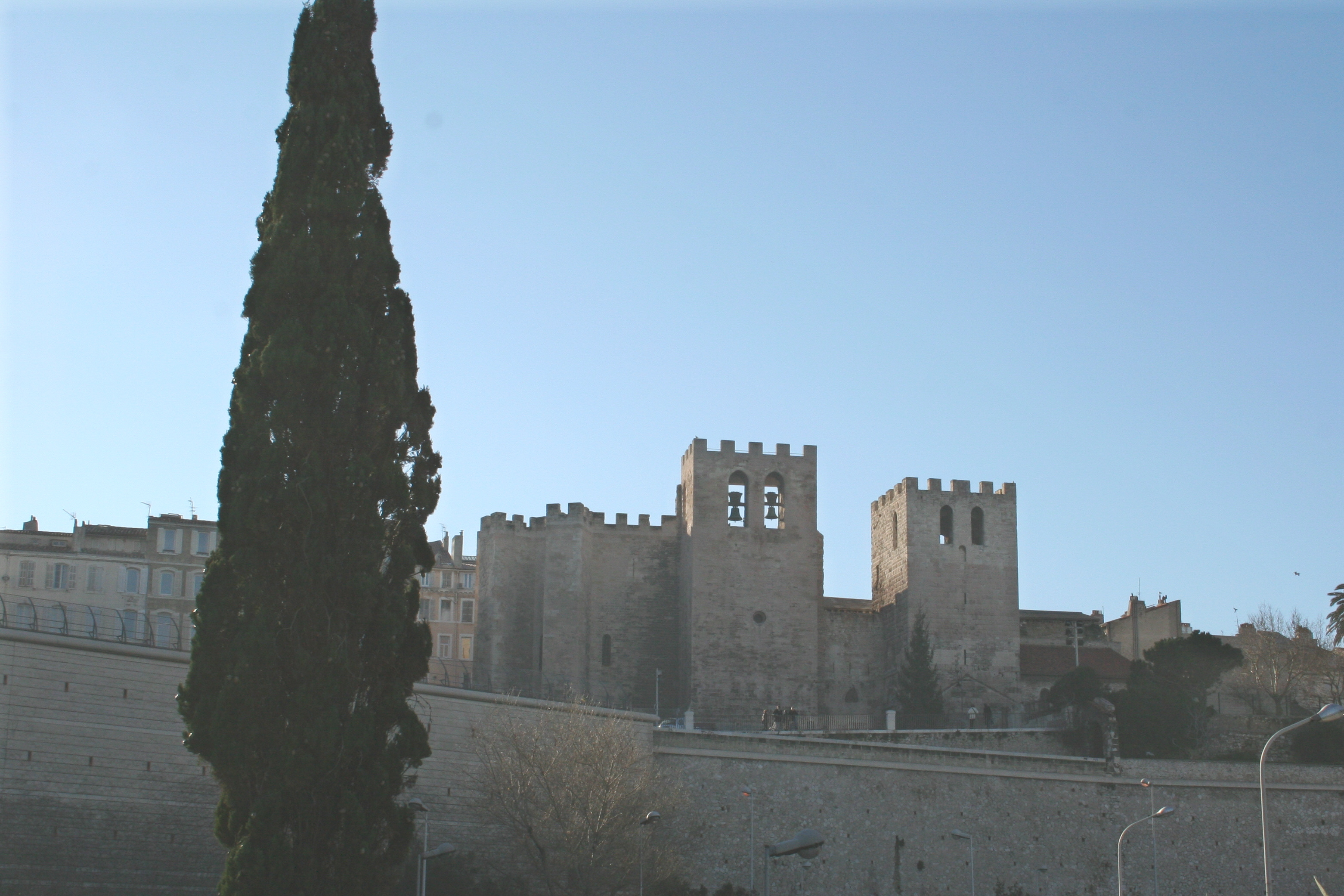
Загальний вигляд абатства з боку старого порту

Близько 415 року Іван Касіян заснував два монастирі Святого Віктора в Марселі, один — чоловічий (згодом і став Абатством Святого Віктора), інший — жіночий.
У V столітті монастир святого Віктора і церква Марселя були пов'язані з напівпелагіанською єрессю (єрессю її оголосили після смерті Касіяна), яка з'явилася завдяки окремим працям Касіяна, а мирянин Хіларі і святий Проспер Тірон благали святого Августа і Папу Селестина I-го про її придушення.
У VIII чи IX століттях обидва монастиря були зруйновані сарацинами. Сталося це або в 731, або в 838 році, коли абатиса Свята Євсевія була зарахована до числа мучеників, разом з 39 черницями. Згодом жіночий монастир так і не був відновлений.
У першій половині XI століття монастир був знову збудований святим Уілфредом, який став його абатом.
Абатство довго зберігало зв'язки з королівськими родинами Іспанії і Сардинії, і у нього навіть були землі в Сирії. Поліптих Святого Віктора, завершений в 814 році, велика реєстрова книга (кінець XI — початок XII століть) і мала реєстрова книга (середина XIII століття) та різні документи, що датуються від 683 до 1336 років, дозволяють оцінити, наскільки велика була економічна роль цього абатства в середні віки.
Благословенний Гійом Грімор, проголошений абатом 2 серпня 1361 року, який в 1362 став римським папою Урбаном V збільшив саму церкву і обгородив абатство високою зубчастою стіною. Він також дав абатству єпископську юрисдикцію, і надав кілька районів і сіл на південь від міста йому в єпархію. Урбан V відвідав Марсель в жовтні 1365, освятивши великий вівтар церкви. У травні 1367 року він повернувся в абатство і провів там консисторію.
Згодом абатство почало втрачати свій статус, особливо починаючи з 16 століття, коли з'явилися коммендатори.
Втрата бібліотеки абатства Святого Віктора може бути наслідком зловживання владою коммендаторів. Вміст бібліотеки може бути досліджений завдяки збереженому каталогу, що належить до другої половини XII століття. Швидше за все, ця трагічна подія сталася в пізньому XVI столітті, між 1579 і 1591 роком.
Кардинал Мазаріні був абатом в 1655 році. Томас ле Фурньє (1675—1745), чернець абатства, написав кілька манускриптів, що вплинули на публікації мавристів.
17 грудня 1739 року Папа Климент XII розпустив абатство.